# Windows-1251
Windows-1251 (також вживаються назви Win1251, CP1251) — кодування символів, що є стандартним 8-бітовим кодуванням для всіх локалізованих українських і російських версій Microsoft Windows. Користується досить великою популярністю. Була створена на базі кодувань, що використалися в ранніх «саморобних» русифікаторах Windows в 1990—1991 рр. спільно представниками «Параграфа», «Діалогу» і російського відділення Microsoft. Початковий варіант кодування помітно відрізнявся від сучасного, приведеного нижче в таблиці (зокрема, там було значне число «білих плям»).
Windows-1251 вигідно відрізняється від інших кириличних кодувань наявністю практично всіх символів, що використовуються в слов'янській кириличний типографії для звичайного тексту (відсутній тільки значок наголосу); вона містить всі символи для російської, української, білоруської, сербської і болгарської мов. 
Має три недоліки:
- мала буква «я» має код 0xFF (255 в 10-овій системі). Вона є «винуватицею» ряду несподіваних проблем в програмах без підтримки чистого 8-го біту.
- відсутні символи псевдографіки.
- при сортуванні в алфавітному порядку літери не йдуть підряд, оскільки між літерами ўЎіІєЄЇґҐёЁ і основним блоком літер йдуть спецсимволи.

Нижня частина таблиці кодування (латиниця) повністю відповідає кодуванню ASCII. Числа під буквами позначають код букви в Юнікоді записаний в шістнадцятковій системі числення .

## Windows-1251
|    | .0    | .1     | .2     | .3     | .4     | .5     | .6     | .7     | .8     | .9     | .A    | .B     | .C    | .D    | .E    | .F    |
| 8− | Ђ 402 | Ѓ 403  | ‚ 201A | ѓ 453  | „ 201E | … 2026 | † 2020 | ‡ 2021 | € 20AC | ‰ 2030 | Љ 409 | ‹ 2039 | Њ 40A | Ќ 40C | Ћ 40B | Џ 40F |
| 9− | ђ 452 | ‘ 2018 | ’ 2019 | “ 201C | ” 201D | • 2022 | – 2013 | — 2014 |        | ™ 2122 | љ 459 | › 203A | њ 45A | ќ 45C | ћ 45B | џ 45F |
| A− | A0    | Ў 40E  | ў 45E  | Ј 408  | ¤ A4   | Ґ 490  | ¦ A6   | § A7   | Ё 401  | © A9   | Є 404 | « AB   | ¬ AC  |  AD   | ® AE  | Ї 407 |
| B− | ° B0  | ± B1   | І 406  | і 456  | ґ 491  | µ B5   | ¶ B6   | · B7   | ё 451  | № 2116 | є 454 | » BB   | ј 458 | Ѕ 405 | ѕ 455 | ї 457 |
| C− | А 410 | Б 411  | В 412  | Г 413  | Д 414  | Е 415  | Ж 416  | З 417  | И 418  | Й 419  | К 41A | Л 41B  | М 41C | Н 41D | О 41E | П 41F |
| D− | Р 420 | С 421  | Т 422  | У 423  | Ф 424  | Х 425  | Ц 426  | Ч 427  | Ш 428  | Щ 429  | Ъ 42A | Ы 42B  | Ь 42C | Э 42D | Ю 42E | Я 42F |
| E− | а 430 | б 431  | в 432  | г 433  | д 434  | е 435  | ж 436  | з 437  | и 438  | й 439  | к 43A | л 43B  | м 43C | н 43D | о 43E | п 43F |
| F− | р 440 | с 441  | т 442  | у 443  | ф 444  | х 445  | ц 446  | ч 447  | ш 448  | щ 449  | ъ 44A | ы 44B  | ь 44C | э 44D | ю 44E | я 44F |

## Інші варіанти
(Показані тільки ті рядки, що відрізняються, оскільки решта збігається)

### Кодування CP1251-k (KazWin, казахське кодування)
|    | .0    | .1     | .2     | .3     | .4     | .5     | .6     | .7     | .8     | .9     | .A    | .B     | .C    | .D    | .E    | .F    |
| 8− | Ұ 4B0 | Ғ 492  | ‚ 201A | ғ 493  | „ 201E | … 2026 | † 2020 | ‡ 2021 | € 20AC | ‰ 2030 | Ө 4E8 | ‹ 2039 | Ң 4A2 | Қ 49A | Һ 4BA | Ү 4AE |
| 9− | ұ 4B1 | ‘ 2018 | ’ 2019 | “ 201C | ” 201D | • 2022 | – 2013 | — 2014 |        | ™ 2122 | ө 4E9 | › 203A | ң 4A3 | қ 49B | һ 4BB | ү 4AF |
| A− | A0    | Ў 40E  | ў 45E  | Җ 496  | ¤ A4   | Ҳ 4B2  | ¦ A6   | § A7   | Ё 401  | © A9   | Є 404 | « AB   | ¬ AC  |  AD   | ® AE  | Ї 407 |
| B− | ° B0  | ± B1   | І 406  | і 456  | ҳ 4B3  | µ B5   | ¶ B6   | · B7   | ё 451  | № 2116 | є 454 | » BB   | җ 497 | Ә 4D8 | ә 4D9 | ї 457 |

### Кодування Windows-1251 (чуваський варіант)
|    | .0    | .1     | .2     | .3     | .4     | .5     | .6     | .7     | .8     | .9     | .A    | .B     | .C    | .D    | .E    | .F    |
| 8− | Ђ 402 | Ѓ 403  | ‚ 201A | ѓ 453  | „ 201E | … 2026 | † 2020 | ‡ 2021 | € 20AC | ‰ 2030 | Љ 409 | ‹ 2039 | Ӑ 4D0 | Ӗ 4D6 | Ҫ 4AA | Ӳ 4F2 |
| 9− | ђ 452 | ‘ 2018 | ’ 2019 | “ 201C | ” 201D | • 2022 | – 2013 | — 2014 |        | ™ 2122 | љ 459 | › 203A | ӑ 4D1 | ӗ 4D7 | ҫ 4AB | ӳ 4F3 |

### Татарський варіант
Це кодування було офіційно прийняте в Татарстані в 1996 році.
|    | .0    | .1     | .2     | .3     | .4     | .5     | .6     | .7     | .8     | .9     | .A    | .B     | .C    | .D    | .E    | .F    |
| 8− | Ә 4D8 | Ѓ 403  | ‚ 201A | ѓ 453  | „ 201E | … 2026 | † 2020 | ‡ 2021 | € 20AC | ‰ 2030 | Ө 4E8 | ‹ 2039 | Ү 4AE | Җ 496 | Ң 4A2 | Һ 4BA |
| 9− | ә 4D9 | ‘ 2018 | ’ 2019 | “ 201C | ” 201D | • 2022 | – 2013 | — 2014 |        | ™ 2122 | ө 4E9 | › 203A | ү 4AF | җ 497 | ң 4A3 | һ 4BB |